# Gare de Woincourt
Gare de Woincourt vasútállomás Franciaországban, Woincourt településen.

## Vasútvonalak
Az állomást az alábbi vasútvonalak érintik:
- Abbeville-Eu-vasútvonal

## Kapcsolódó állomások
A vasútállomáshoz az alábbi állomások vannak a legközelebb:
- Gare de Feuquières - Fressenneville